# Aït Meslayene
Aït Meslayene (en árabe: إيت ميسلايين‎) (nombre real Idir Benhabouche) 3 de noviembre de 1944, Akbil (ciudad de Aït Meslayene) - 21 de diciembre de 2000) fue un músico, cantautor argelino, e intérprete de música cabileña.

## Biografía
Sus comienzos artísticos, se remontan a participaciones en festivales escolares organizados en su colegio, el C.E.M de Milchelet. Y, es hacia el comienzo de los años 1970 que nacerán sus primeros discos, con el nombre artístico de su pueblo natal a veces asociado con su propio nombre, Idir. Algunas de sus canciones fueron escritas por el gran cantautor Kamel Hamadi, como fue el caso de muchos otros cantantes jóvenes de su generación como Lounis Aït Menguellet y Atmani.
Alrededor de 1975, Ait Meslayene emigra a Francia, donde regenteó un café, y preferirá la autonomía en la creación; será uno de los cantantes en cabilio más prolíficos al lanzar al mercado, a lo largo de su carrera, una treintena de álbumes (alrededor de 220 canciones), que tratan sobre diversos temas, especialmente el amor, el exilio y los compromisos políticos, donde hay interés en el texto. Desafortunadamente, su actividad artística termina a fines de los 90, cuando cae enfermo. Según el cantante Rabah Oufarhat, uno de sus viejos amigos, sufría de Alzheimer.
Falleció el 21 de diciembre de 2000, y fue inhumado en su ciudad natal Ait Meslayene, al pie de Djurdjura, a los 56 años. Poco conocido entre las generaciones actuales, son esos artistas que han producido durante un período suficientemente extendido, en cantidad y calidad, hasta el punto de haber tenido un impacto profundo y prolongado que extendería su influencia a varios generaciones. Víctima de una posteridad irreconocible, peculiar de las sociedades destinadas a almacenar y transmitir disputas en lugar de arte, su mensaje temporal no parece resistir la prueba del tiempo durante tanto tiempo.

## Discografía
01 - At lxir
1. Uriɣ assa
2. D acu i i-yewwun
3. Di ddunit ifat lḥal
4. Tafat ḍelbeɣ
5. At lxir
6. Amek iga wudem-ik

02 - Dderya n Lezzayer (1982)
1. Dderya n Lezzayer
2. Eyya ad nemsefraq
3. A yemma yemma
4. Lmut taɣeddart(1)
5. Tferqem ul-iw
6. Wizza, Faḍma

03) - Idammen-is (1976)
1. Idammen-is
2. Nekni d Leqbayel
3. Teggulleḍ ad tfeɛleḍ
4. Ad teḥluḍ ncalleh
5. Ay acbaylu
6. Ẓẓher-iw

04 – Lemri
1. Lemri
2. Lemḥibba-m
3. Acḥal
4. Ad tḥezneḍ fell-i
5. Faḍma
6. Tislit

05 – Mačči d gma
1. A tamɣart
2. Mačči d gma
3. Ay axxam
4. Ay ul-iw
5. Yewwi-t-id laẓ
6. Urgaɣ yemma

06) - Ay irfiqen-iw
1. Ay irfiqen-iw
2. Iɛeẓẓugen
3. Lmut
4. Wwiɣ-t-id ad yeẓẓizen
5. Ccix ameqqran (d’El-Hasnaoui)

07) - Imeḥbas
1. Imeḥbas (1)
2. Tiligram (1)
3. Tiɣri
4. Nenna-d tidet
5. D Azzayri (1)
6. Aɣyul yenza

08) – Hommage à Amirouche
1. Σmiruc
2. Iɣḍer-aɣ yiḍ
3. Huh, huh...
4. Neṛwa lḥif
5. Ya ḥureyya
6. Iruḥ

09) – Ṭawes, ḥureyya
1. Ṭawes
2. Ḥureyya
3. Farida
4. Ɛecqeɣ di ṣṣut-im
5. A win ɛzizen
6. Yuli-yi sswad

10) – Ruḥ ay Aɛrab (1)
1. Acuɣer akka
2. Ruḥ ay aɛrab (1)
3. Imezwura
4. Ɣummen iṭij (2)
5. Ili-k d argaz (1)
6. Ṣṣhab n lmenker

11) – Résidence
1. La carte de résidence
2. Tesɛedda leɣben-is
3. Irgazen mačči kifkif
4. Teddiḍ ul yid-m tewwiḍ-t

12) – Ay aḍu (1979)
1. Ay aḍu
2. Ɛyiɣ tura
3. Anwa iwmi aa ḥkuɣ
4. Lɣerba i t-yurzen

13) – Eǧǧet-iyi ad tt-waliɣ
1. Eǧǧet-iyi ad tt-waliɣ
2. Ɣummen iṭij (otra música)
3. Iruḥ yiḍelli
4. Aḥlil
5. Qrib ad yi-n-awin

14) – (P. y M. K. Hamadi)
1. Amek ara xedmeɣ
2. A taɛzizt mel-i lewqam
3. Ayɣer ay iqeffafaen
4. Tullas-nneɣ
5. Fiḥel lwerḍ
6. Ayɣer i beddlen leḥwal